# Цеплево (остановочный пункт)
Цеплево (пол. Cieplewo) — остановочный пункт железной дороги в селе Цеплево в гмине Прущ-Гданьский, в Поморском воеводстве Польши, на железнодорожной линии Варшава-Восточная — Гданьск-Главный. Имеет 2 платформы и 2 пути.
Остановочный пункт был построен в 1916 году, на тот момент эта территория входила в состав Германской империи.